# Polikarpov I-153
Polikarpov I-153 "Tjajka" ("mås"; på ryska "Чайка") var ett sovjetiskt dubbeldäckat jaktflygplan som utvecklades sent under 1930-talet.

## Utveckling
Polikarpov I-15s konstruktion var inte populär hos det sovjetiska flygvapnet VVS. Den dinstinktiva måsvingeformade övervingen erbjöd dålig longitudinell stabilitet och visibilitet, flygplanet led även av dålig konstruktionskvalitet och topphastigheten var betydligt lägre än monoplanet Polikarpov I-16s topphastighet. På grund av detta slutade man producera I-15 år 1935. År 1936 sändes en omgång I-15 -jaktplan för att hjälpa republikanerna i det spanska inbördeskriget. Flygplanet klarade sig tillräckligt bra för att VVS skulle ompröva sin syn på biplansjaktplan och Polikarpov beordrades att skapa en version som förbättrats på basis av de stridserfarenheter som man erhållit i kriget. Medan den helt betydelselösa I-15bis sattes i produktion höll Polikarpovs OKB redan på med en ny, mera avancerad variant som var utrustad med de nya SjKAS-kulsprutorna, Sjvetsov M-62-motorn och infällbart landställ. Ett förslag om att det nya flygplanet skulle kallas I-153 (bokstavligen, I-15, 3:e versionen) gavs år 1937. Den första prototypen, som var utrustad med en Sjvetsov M-25-motor, färdigställdes i augusti 1938. Testflygningen misslyckades på grund av ett stort antal defekter som åtgärdades i den andra prototypen och flygplanet började produceras, samtidigt som den utprovades och utvecklades. Under testflygningar uppnådde I-153 (M-25) topphastigheten 424 km/h och topphöjden 8 700 m. Flygplanet behövde 6,4 minuter för att nå 5 000 m. Konstruktörerna var missnöjda med dessa resultat. Polikarpov hade dock stora förväntningar på den nya Sjvetsov M-62-motorn. Den första I-153:an (M-62) levererades den 16 juni, 1939. Topphastigheten ökades till 442 km/h och flyghöjden till 9 800 m. Detta var ännu något under den projekterade topphastigheten om 462 km/h. 
Därtill föll ett av produktionsflygplanet sönder i luften när det uppnådde 500 km/h under dykning; detta avslöjade en signifikant strukturell svaghet. Tillsammans med de andra defekterna som avslöjades i testerna och den dåliga sikten som måsvingen förorsakade gjorde att flygplanet misslyckades att övertyga. Medan man föreslog ett stort antal förbättringar så var vissa av förbättringarna så radikala för att implementeras eftersom flygplanet ännu var i produktion. Eftersom Polikarpov var desperat att förbättra dess flygegenskaper testade han två I-153:or med Sjvetsov M-63-motorn med sina 1 100 hk (820 kW). Resultaten var dock nedslående och det började grya för Polikarpov var att biplanskonstruktionen inte kunde uppnå högre hastigheter.
Ett sällan nämnt faktum var flygplanets dåliga egenskaper under spinn. Medan Polikarpov I-16 hade blivit berömt för att lätt hamna i spinn, så tog det sig lätt ut ur dem. I motsats till detta var det svårt att få I-153:an att komma i spinn men ifall det spann så var det så svårt att komma ur den att spinnträning förbjöds under en tid. Man lyckades slutligen utveckla en teknik för att ta sig ur spinn, men för att vara effektivt så krävde den perfekt tajming och utförande.
När produktionen avslutades år 1941 hade sammanlagt 3 437 I-153:or byggts.
Tidigt på 1990-talet organiserade den nyzeeländske piloten och entreprenören Tim (senare Sir Tim) Wallis restaureringen av tre I-153:or och sex I-16 till flygdugligt skick, Detta projekt blev klart år 1999 när den tredje och sista I-153:an anlände till Nya Zeeland. Efter en spektakulär internationell debut vid Warbirds Over Wanaka 1998 (för I-16:orna) och år 2000 (för I-153:orna) såldes flygplanen till olika ställen i världen. En hamnade hos Commemorative Air Force i USA, en till Jerry Yagen i Virginia, en I-16 for till Spanien. Ytterligare två I-16 och två I-153:or finns kvar i Wanaka och väntas på att bli sålda.

## Operationell historia

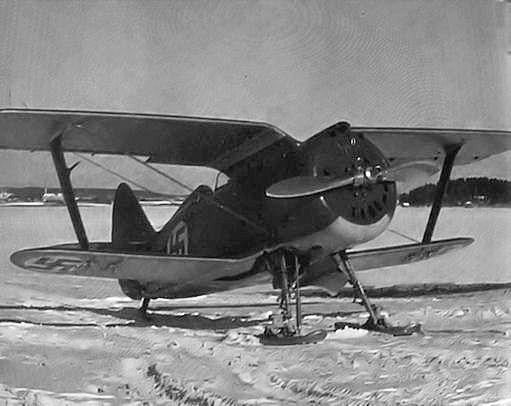
I-153 använd av finska flygvapnet.

I-153 deltog i strid för första gången år 1939 under kriget mot Japan vid slaget om Chalchin-Gol i Mongoliet. Det japanska jaktplanet Typ 97 (Nakajima Ki-27) visade sig vara en formidabel motståndare för I-15bis och I-16 men mera jämbördig med I-153:orna som hade ärvt manöverdugligheten från biplanen men med bättre flygegenskaper. Trots att I-153:ans prestanda överlag var tillfredsställande, kom vissa problem fram i ljuset. Det mest besvärande var avsaknaden av en brandvägg mellan bränsletanken framför sittbrunnen och piloten. I kombination med det starka draget som kom från hjulbrunnarna gjorde det att bränsletanksbränder snabbt spred sig till sittbrunnen och kunde ge piloten mycket svåra brännskador. Därtill hade M-62 -motorn enbart ett livstid på 60-80 timmar på grund av den misslyckade tvåstegskompressorn.
Stalins utrensningar på 30-talet gjorde att det sovjetiska flygvapnet var utrustat med bristfälliga flygplan i början av det andra världskriget. Trots att nya Jak-1 och LaGG-3 -jaktplan hade börjat produceras utgjordes huvuddelen av det sovjetiska flygvapnet VVS av föråldrade konstruktioner från 1930-talet, när operation Barbarossa inleddes, den 22 juni 1941, däribland ett stort antal I-153. Till och med så sent som 1942 gjordes det försök att återinföra I-153 och I-16 i produktion för att komma till rätta med bristerna på jaktplan.

## Varianter
Medan försök efter försök att förbättra flygplanets egenskaper visade sig fruktlösa gjorde Polikarpov vissa framsteg i fråga om beväpningen. I-153 testades med två synkroniserade 12,7 mm TKB-150 (senare kallade Berezin BS) -kulsprutor och omkring 150 flygplan byggdes med en enda TKB-150 i flygkroppen och två SjKAS i vingarna (man använde enbart en TKB-150 på brund av att det inte gick att få tag på tillräckliga mängder av vapnet, som delades med jaktplanet I-16 Typ 29). Sent i produktionen modifierades omkring 400 flygplan med metallplattor under vingarna för att kunna bära de ostyrda raketerna RS-82. Övriga modifikationer inkluderade:
- I-153DM - som ett experiment flögs en I-153DM med bensindrivna ramjetmotorer under vingarna. DM-2-motorer ökade topphastigheten med 30 km/h medan de kraftigare DM-4-motorerna ökade toppfarten med hela 50 km/h (30 mph). Sammanlagt utfördes 74 flygturer.
- I-153GK eller (I-153V) - en höghöjdsversion med trycksatt kabin, kom inte i produktion
- I-153P - två synkroniserade 20 mm SjVAK-automatkanoner, fördelarna med den ökade eldkraften nullifierades av viktökningen och krutets tendens att smutsa ner vindrutan
- I-153Sj och USj - markattackversioner med undervingbehållare med SjKAS-kulsprutor och 2,5 kg bomber
- I-153TKGK - höghöjdsversion med turboladdad motor och en trycksatt kabin, topphastighet om 482 km/h vid 10 300 m, 26 exemplar byggdes för luftförsvar
- I-153UD - den bakre flygkroppen tillverkades i trä för att spara metall, kom inte att produceras
- femtio I-153 utrustades med större oljetankar och rörlades för att kunna bära externa bränsletankar, vilket fördubblade stridsräckvidden. Dessa användes huvudsakligen av den sovjetiska flottan.
- I-190 - experimentversion med en M-88V-motor på 1 100 hk (820 kW).

## Användning i Finland
Det finländska flygvapnet tog över fem I-15bis jaktplan som gjort nödlandningar i Finland. Två av dessa reparerades till flygdugligt skick fram till slutet av Vinterkriget och de övriga deltog i Fortsättningskriget. Man slutade använda dem den 20 februari 1945 och de skrevs ut ur flygvapnets flygregister den 2 januari 1950.
Under vinterkriget kunde det finländska flygvapnet ta över åtta I-153-jaktplan som gjort nödlandningar i Finland. Under fortsättningskriget köpte man ytterligare elva flygplan från Tyskland. Sammanlagt hade det finländska flygvapnet 21 I-153-jaktplan i bruk.

## Användare
- Finland
- Kina
- Sovjetunionen
- Spanien